# Sanvensa
Sanvensa (okzitanisch: Sant Vensan) ist eine französische Gemeinde mit 643 Einwohnern (Stand: 1. Januar 2022) im Département Aveyron in der Region Okzitanien (vor 2016: Midi-Pyrénées). Sie gehört zum Arrondissement Villefranche-de-Rouergue und zum Kanton Aveyron et Tarn. Die Einwohner werden Sanvensacois und Sanvensacoises genannt.

## Geographie
Sanvensa liegt etwa 63 Kilometer ostnordöstlich von Montauban und etwa 42 Kilometer westsüdwestlich von Rodez. Umgeben wird Sanvensa von den Nachbargemeinden Villefranche-de-Rouergue im Norden, Morlhon-le-Haut im Nordosten, Le Bas Ségala mit Saint-Salvadou im Osten, Lunac im Südosten, La Fouillade im Süden, Monteils im Südwesten und Westen sowie La Rouquette im Nordwesten.

## Bevölkerungsentwicklung
| Jahr                       | 1962 | 1968 | 1975 | 1982 | 1990 | 1999 | 2006 | 2019 |
| Einwohner                  | 716  | 649  | 625  | 558  | 563  | 506  | 612  | 648  |
| Quellen: Cassini und INSEE |      |      |      |      |      |      |      |      |

## Sehenswürdigkeiten
- Kirche Sainte-Anne
- Kirche der Unbefleckten Empfängnis (Église de l'Immaculée-Conception) im Ortsteil Testas
- Kapelle Saint-Roch
- Schloss Sanvensa aus dem 16. Jahrhundert, Fassaden und Dächer seit 1967 als Monument historique eingeschrieben

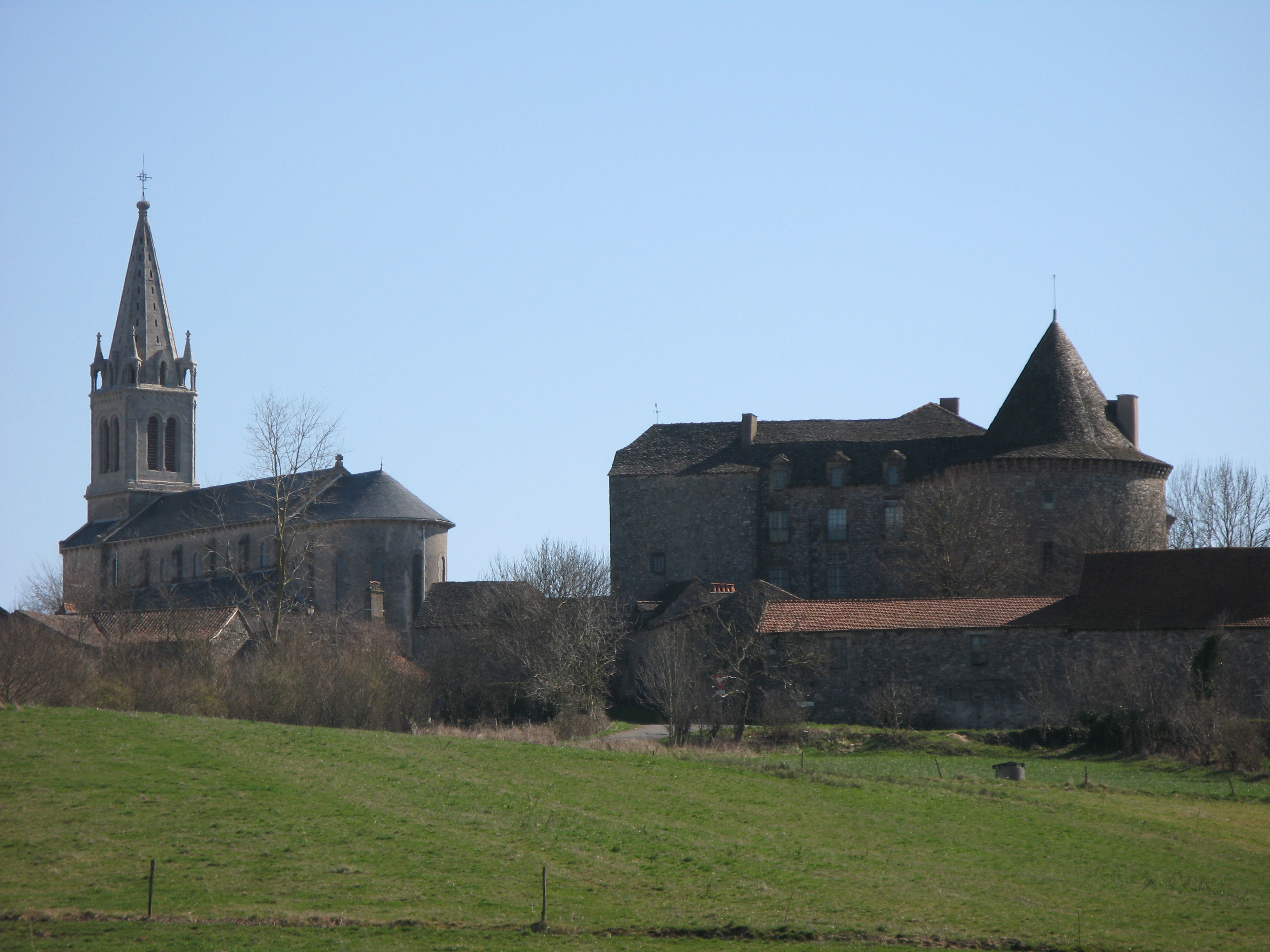
Kirche Sainte-Anne und Schloss
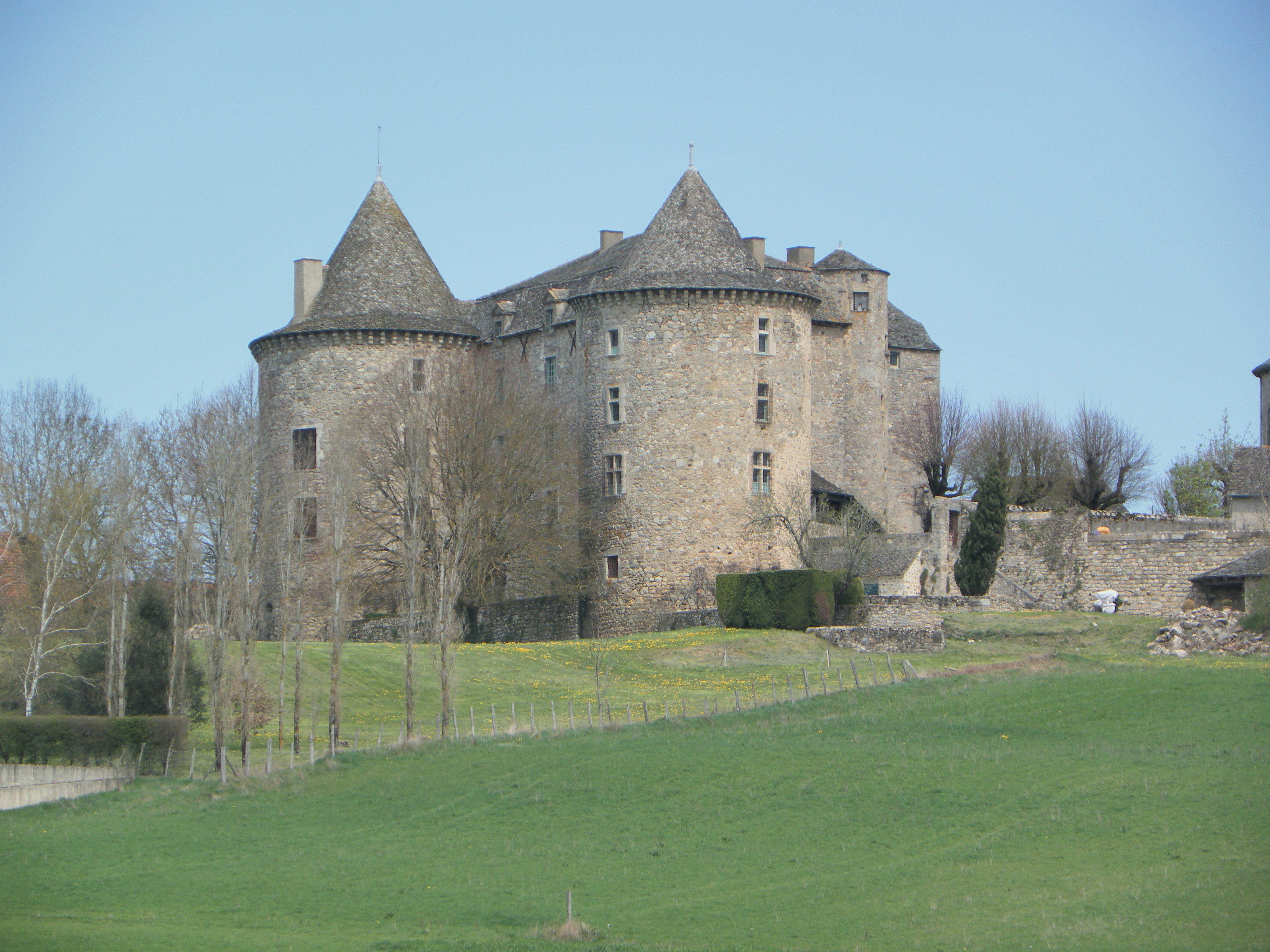
Schloss Sanvensa